# シャルル・ユオー
シャルル・ユオー（Charles Édouard Masson Huot、1855年4月6日 - 1930年1月27日）はフランス系カナダ人の画家、イラストレータである
。

## 略歴
ケベック・シティーで商人の息子に生まれた。10歳でラ・ポカティエールの学校(Collège de Sainte-Anne-de-la-Pocatière )に入学し、ケベックの師範学校にに進んだ。学校の教師たちもその才能を認め、ヨーロッパで学べるように資金が集められた。1874年にパリに渡り、エコール・デ・ボザールに入学し、アレクサンドル・カバネルの教室で学んだ。1876年にサロン・ド・パリに出展するなど、多くの展覧会に出展しパトリス・ド・マクマオンなどの有力者に作品は買い上げられた。

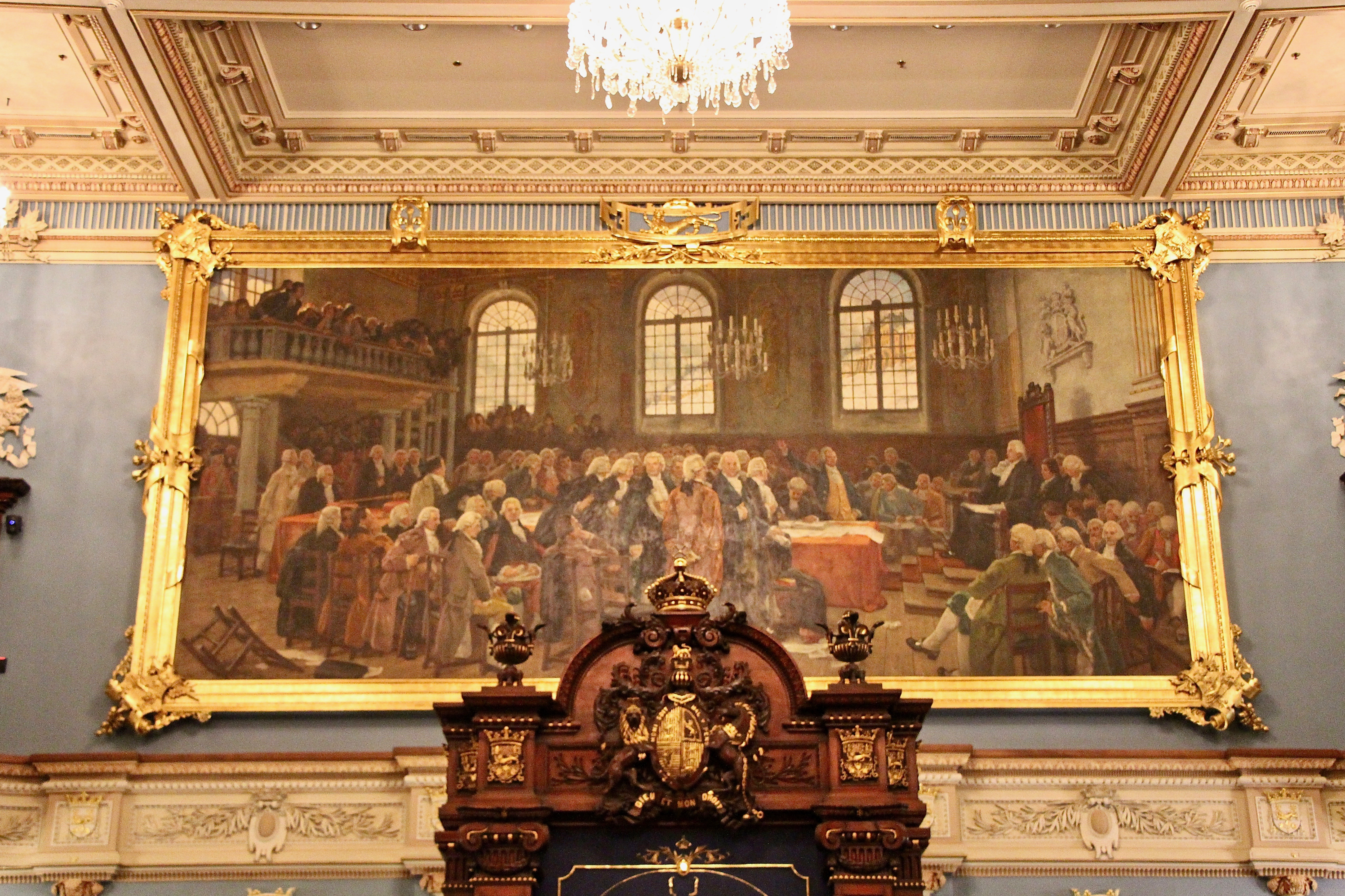
ケベック議会の壁画「言語に関する議論」

1885年に結婚し、その少し後にカナダに帰国し、ケベックに移った。1887年にケベックの教会(Église Saint-Sauveur de Québec)に装飾画を描いたのを始まりに多くの装飾画の依頼を受けた。1903年にはヨーロッパを旅し、ドイツに住む妻の両親を訪ね、イタリアでは同時代のの装飾画家、フランチェスコ・ガイ(Francesco Gai:1835-1917)のもとで装飾画家としての技術を磨いた。家族とブリュッセルで暮らし、1907年に妻が亡くなった後、娘とカナダに戻った。
1910年にケベック議会の建物に装飾画を描く依頼を受け、2点の歴史画「高等法院」(”Le Conseil souverainl”)と「言語に関する議論」(”Débat sur les langues lors de la première Assemblée législative du Bas-Canada le 21 janvier 1793” )を描いた。しばしば中断をはさんで1910年から1913年までかけて描かれた。その後、建物の天井画の依頼を受け、準備と制作に7年をかけた。亡くなった時も装飾画の依頼を受けていたが弟子によって完成された。

## 作品

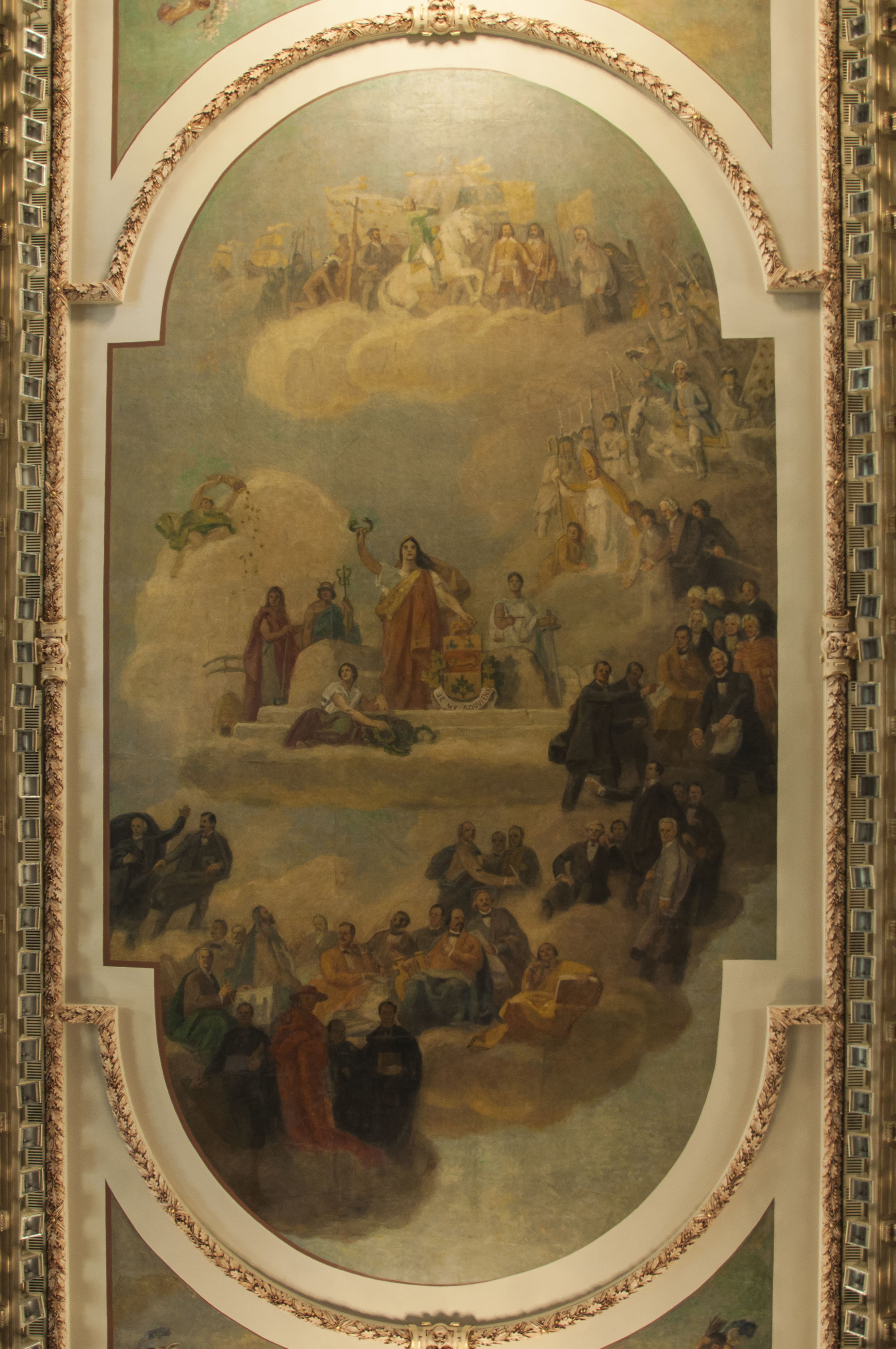
装飾画
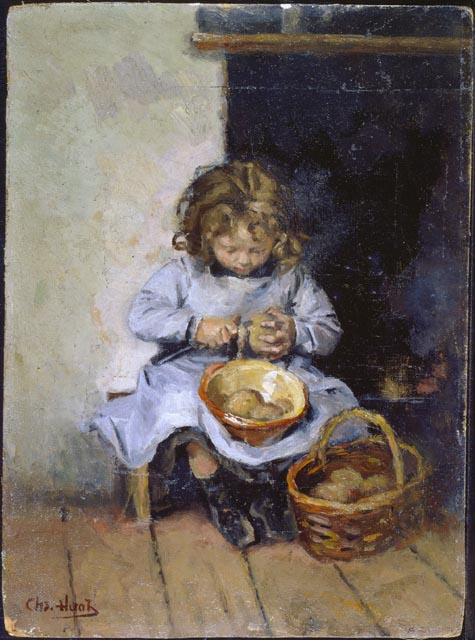
「ジャガイモの皮むきする少女」
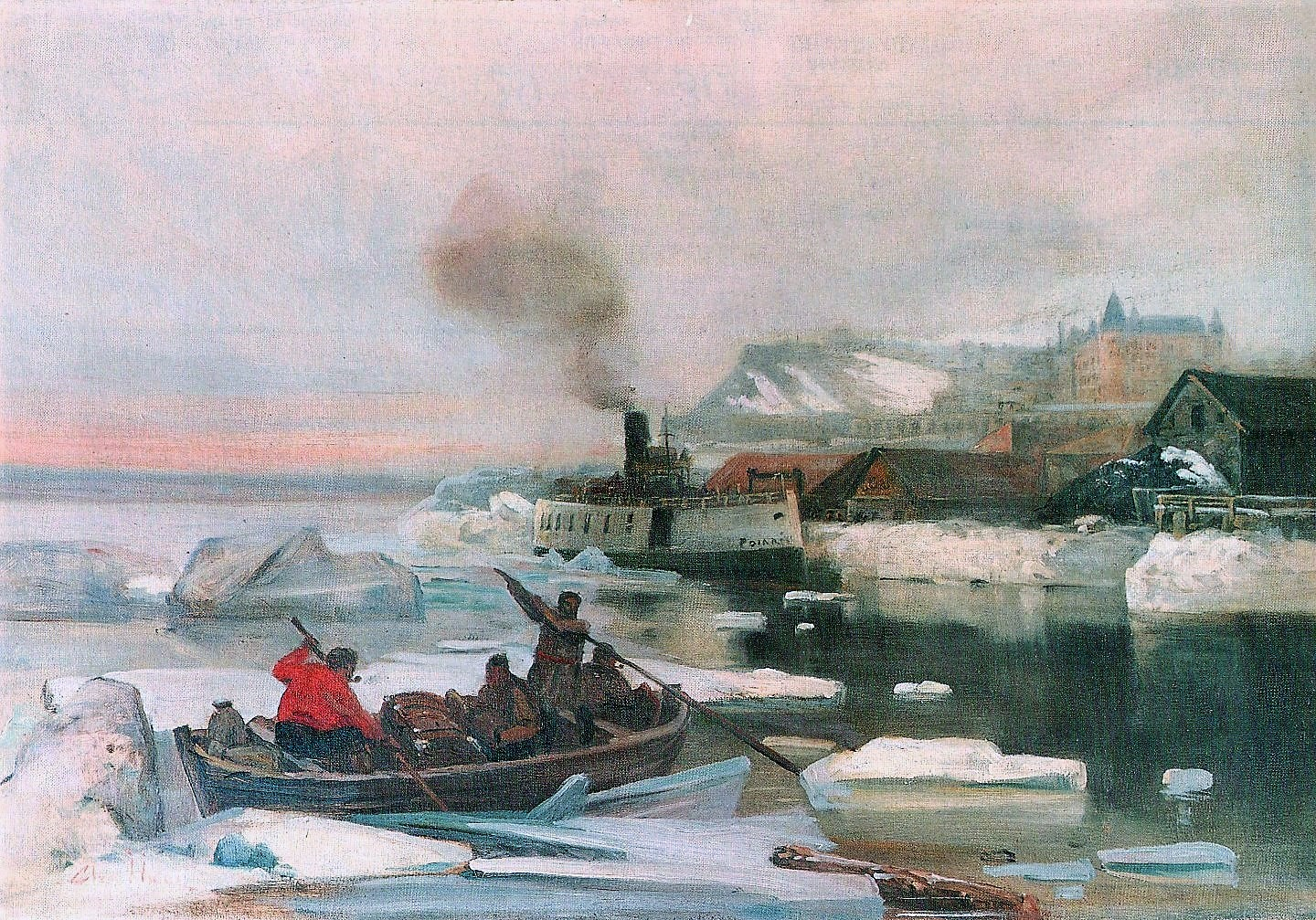
「ケベックの冬景色」

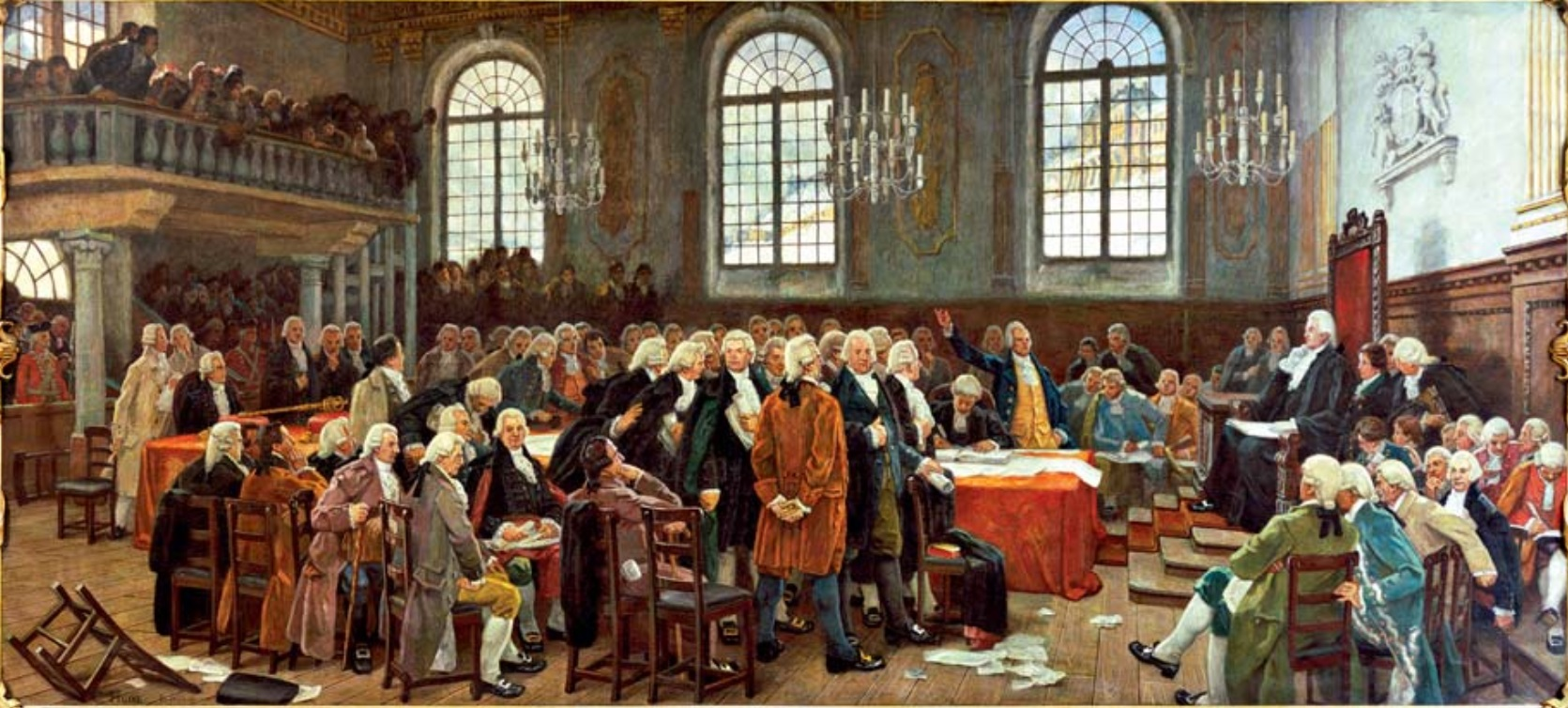
「言語に関する議論」
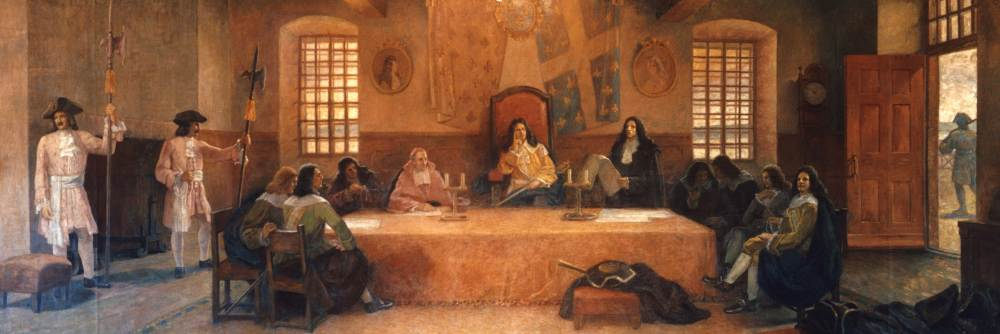